# Формула Базета

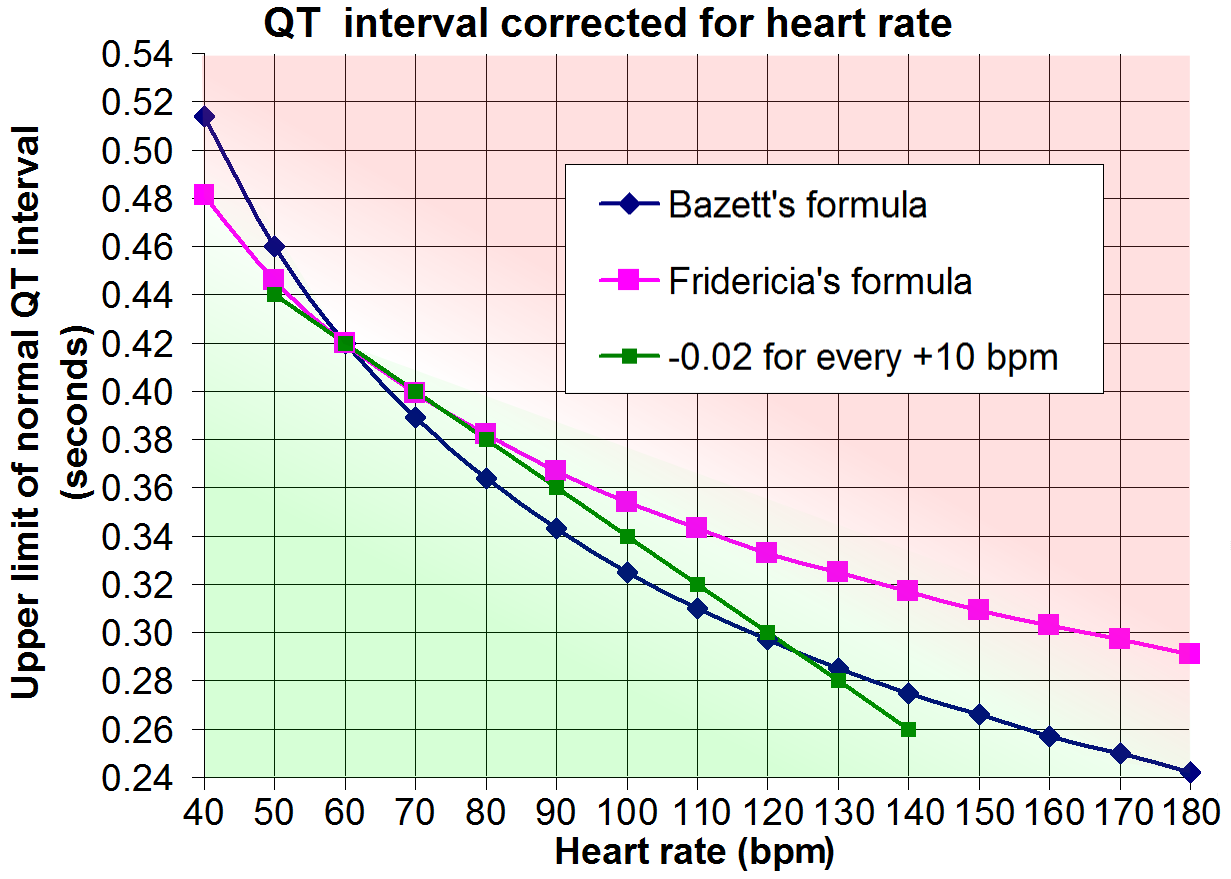
Величини належного коригованого інтервалу QT згідно з формулами Базета та Фредеріка

Формула Базета — формула для розрахунку QTc (коригованого інтервалу QT), яка була запропонована в 1920 році англійським фізіологом Г. Базетом (Henry Cuthbert Bazett).
Необхідність у формулі Базета обумовлена тим, що величина інтервалу QT значно залежить від частоти серцевих скрочень (ЧСС). Так, при зростанні ЧСС на 10 уд/хв відбувається зменшення інтервалу QT на 0,02 с., і навпаки — зменшення ЧСС на 10 уд/хв зумовлює зростання інтервалу QT на 0,02 с. Таким чином, у одного й того ж пацієнта неможливо оцінити інтервал QT, адже він постійно змінюється в залежності від ЧСС. Дана проблема була успішно вирішена після впровадження в клінічну практику QTc (коригованого інтервалу QT), який розраховувався за допомогою формули Базета:
{\displaystyle QTc={\frac {QT}{\sqrt {RR}}}},
де QTc — коригований інтервал QT, а QT та RR — інтервали в секундах, що вимірюються вручну на електрокардіограмі.
Після розрахунку QTc, необхідно його зіставити з належними (нормативними) показниками, які розраховуються за допомогою іншої формули, яку теж запропонував Базет:
QTc(н)=k•√RR,
де QTc(н) — належний QTc, а k — коефіцієнт, що становить 0,37 для чоловіків, 0,39 для жінок та 0,38 для дітей.
| Інтервал QT | QTc у чоловіків | QTc у жінок |
| нормальний  | 320-430         | 320-450     |
| межовий     | 430-450         | 450-470     |
| подовжений  | > 450           | > 470       |

Таким чином, якщо QTc більший, або менший належного, то можна говорити про подовження, або вкорочення інтервалу QT відповідно.